# 小島敬介
小島 敬介（こじま けいすけ、2月19日 - ）は、日本の声優、舞台俳優。東京都出身。

## 人物
2025年3月31日、同日付でオフィスPACが事業停止したことに伴い、翌4月1日付でフリー転向。
特技は家事。

## 出演

### テレビアニメ
2008年
- 機動戦士ガンダム00 セカンドシーズン（カタロン兵士）

2009年
- 鋼の錬金術師 FULLMETAL ALCHEMIST（看守B、男B）

2015年
- ルパン三世 PART IV（手下A）

### ドラマCD
- 鋼の錬金術師 FULLMETAL ALCHEMIST

### 吹き替え

#### 映画
- ガーディアンズ・オブ・ギャラクシー（歯の尖った囚人）
- Battle of the Year（フランクリン）

#### テレビドラマ
- うわさのツインズ リブとマディ（リリマーズ）
- クリミナル・マインド7 FBI行動分析課（ジョシュ）
- クリミナル・マインド 特命捜査班レッドセル
- とび蹴りアチョ〜ズ（エディ）
- フォーリング スカイズ
- 僕の彼女は九尾狐
- ボルジア家2 愛と欲望の教皇一族
- ヤング・スーパーマン
- レバレッジ 〜詐欺師たちの流儀
- ナース7(春彦)

#### アニメ
- インサイド・ヘッド（ネズミ）
- カーズトゥーン ラジエーター・スプリングスの仲間たち（バグ）
- キャスパーのオバケ学園（モスヘッド）
- ミッキーマウス!
- ちいさなプリンセス ソフィア（フリンチ、ブローディ）
- 子猫のみーちゃん（久野新太郎）
- マペット・ベビー（ブンゼン）

### 舞台
- 終わりよければすべてよし
- 自由交換ホテル
- 忠臣蔵 上・中・下
- 信長
- MOUSE TRAP
- MOTHER
- 日暮町風土記